# Musicografía
La musicografía (término traducido del francés musicographie) se refiere a la actividad que consiste en publicar textos sobre música, sin pretender un enfoque científico y musicológico. 
El término musicógrafo apareció antes del de musicografía, para designar a las personas que escriben sobre música. Estas personas a menudo eran críticos musicales, pero estaban interesados en la historia de la música o en la música tradicional.
El límite entre la musicografía y la musicología a veces es borroso y la distinción no siempre está presente en otros idiomas.

## Musicógrafos
- Laura Sandra Gabriela Campardo
- Pierre Balascheff
- Hector Berlioz
- Antoine Bouchard
- Michel Briguet
- Castil-Blaze
- Claude Debussy
- Norbert Dufourcq
- Aristide Farrenc
- François-Joseph Fétis
- Bernard Gavoty
- Arthur Honegger
- Jean Huré
- Gustav Kars
- Arthur Letondal
- Antoine François Marmontel
- Johann Mattheson
- François-Louis Perne
- Claude Rostand
- Samuel Rousseau
- Auguste Sérieyx
- Pierre Vidal
- Guillaume-André Villoteau
- Émile Vuillermoz
- Richard Wagner
- Johann Gottfried Walther

- Datos: Q3328545